# Donja Previja
Donja Previja är ett samhälle i Bosnien och Hercegovina.   Det ligger i entiteten Republika Srpska, i den västra delen av landet, 140 km nordväst om huvudstaden Sarajevo. Donja Previja ligger 324 meter över havet och antalet invånare är 427.
Terrängen runt Donja Previja är huvudsakligen lite bergig. Donja Previja ligger nere i en dal som går i nord-sydlig riktning.Närmaste större samhälle är Ključ, 8,1 km nordväst om Donja Previja. 
Omgivningarna runt Donja Previja är en mosaik av jordbruksmark och naturlig växtlighet. Runt Donja Previja är det ganska tätbefolkat, med 67 invånare per kvadratkilometer.